# Gnotzheim

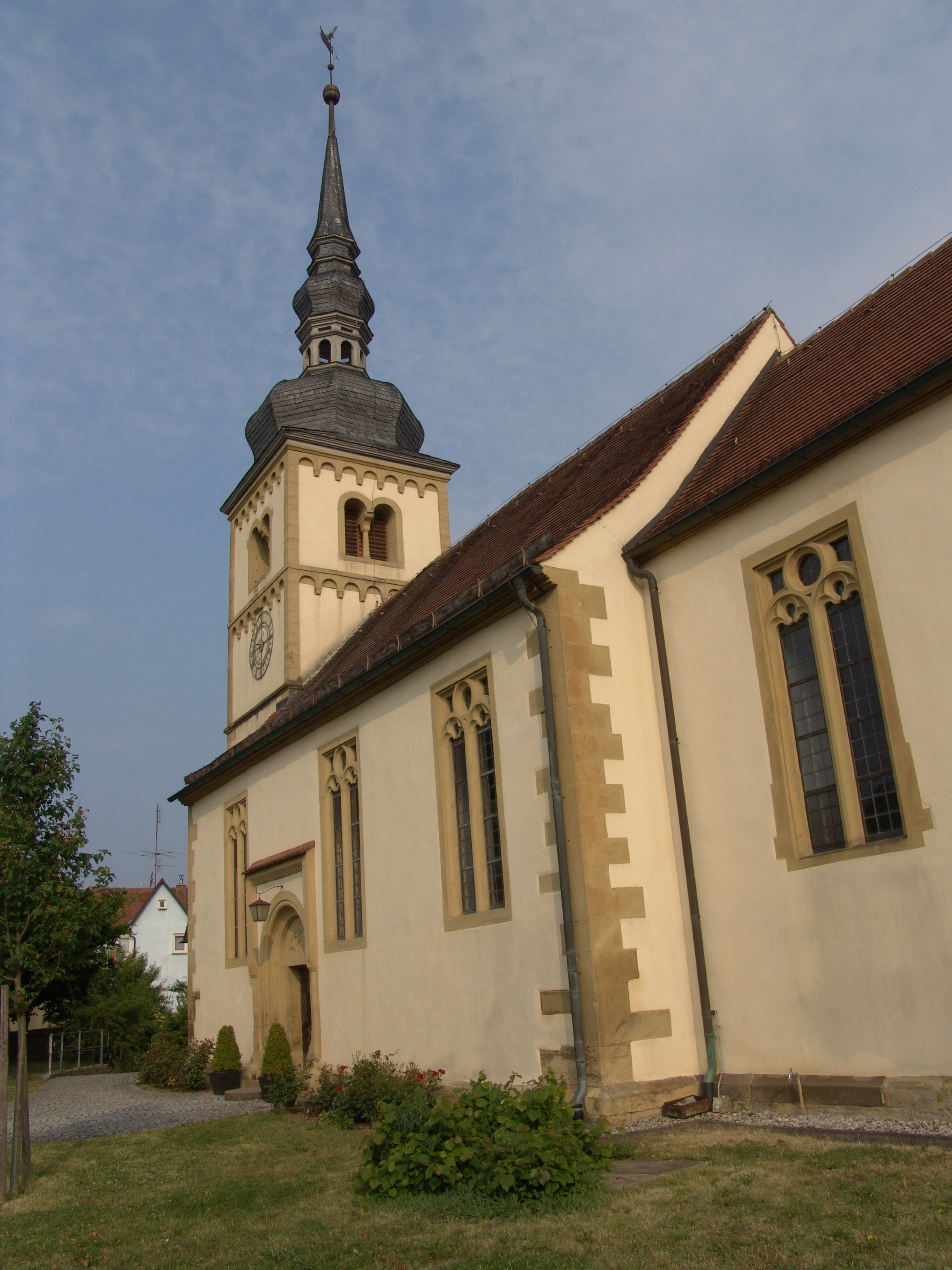
Gnotzheim

Gnotzheim este o comună-târg din districtul Weißenburg-Gunzenhausen, regiunea administrativă Franconia Mijlocie, landul Bavaria, Germania de Sud.